# Puerto de Vegarada
Puerto de Vegarada är ett bergspass i Spanien.   Det ligger i provinsen Province of Asturias och regionen Asturien, i den norra delen av landet, 300 km nordväst om huvudstaden Madrid. Puerto de Vegarada ligger 1 568 meter över havet.
Terrängen runt Puerto de Vegarada är kuperad åt sydost, men åt nordväst är den bergig. Runt Puerto de Vegarada är det mycket glesbefolkat, med 2 invånare per kvadratkilometer. Närmaste större samhälle är Ruayer, 5,1 km väster om Puerto de Vegarada. I omgivningarna runt Puerto de Vegarada växer i huvudsak blandskog.